# Saint-Julien-de-la-Nef
Saint-Julien-de-la-Nef is een gemeente in het Franse departement Gard (regio Occitanie) en telt 119 inwoners (1999). De plaats maakt deel uit van het arrondissement Le Vigan.

## Geografie
De oppervlakte van Saint-Julien-de-la-Nef bedraagt 8,8 km², de bevolkingsdichtheid is 13,5 inwoners per km².

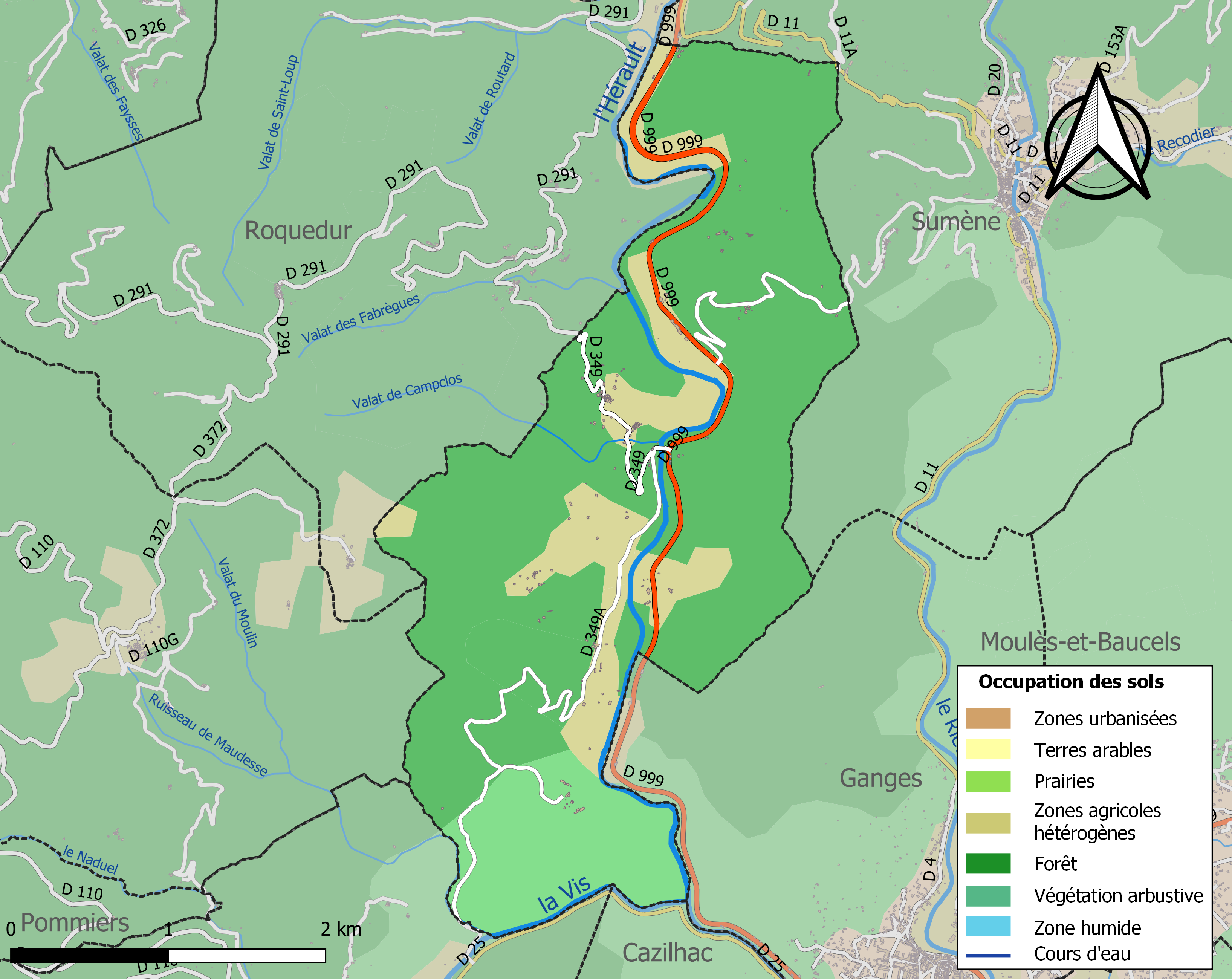
Kaart van de gemeente met de belangrijkste infrastructuur, bodemgebruik en omliggende gemeenten

## Demografie
Onderstaande figuur toont het verloop van het inwonertal (bron: INSEE-tellingen).